# Quiers-sur-Bézonde
Quiers-sur-Bézonde is een gemeente in het Franse departement Loiret (regio Centre-Val de Loire). De plaats maakt deel uit van het arrondissement Montargis. Quiers-sur-Bézonde telde op 1 januari 2022 1.165 inwoners.

## Geografie
De oppervlakte van Quiers-sur-Bézonde bedroeg op 1 januari 2022 16,61 vierkante kilometer; de bevolkingsdichtheid was toen 70,1 inwoners per km².

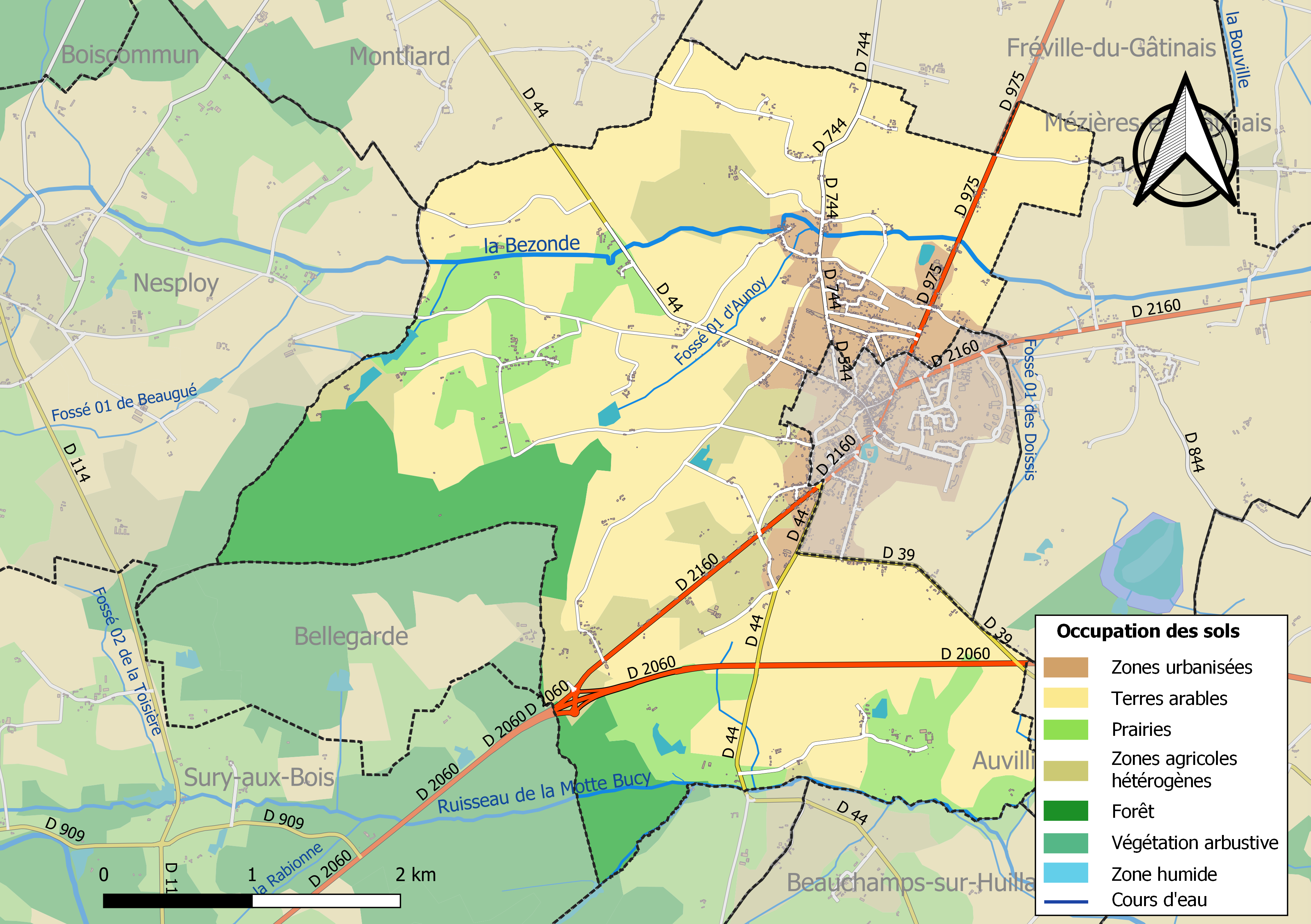
Kaart van de gemeente met de belangrijkste infrastructuur, bodemgebruik en omliggende gemeenten

## Demografie
Onderstaande figuur toont het verloop van het inwonertal (bron: INSEE-tellingen).